# کاتامه-نو-کاتا

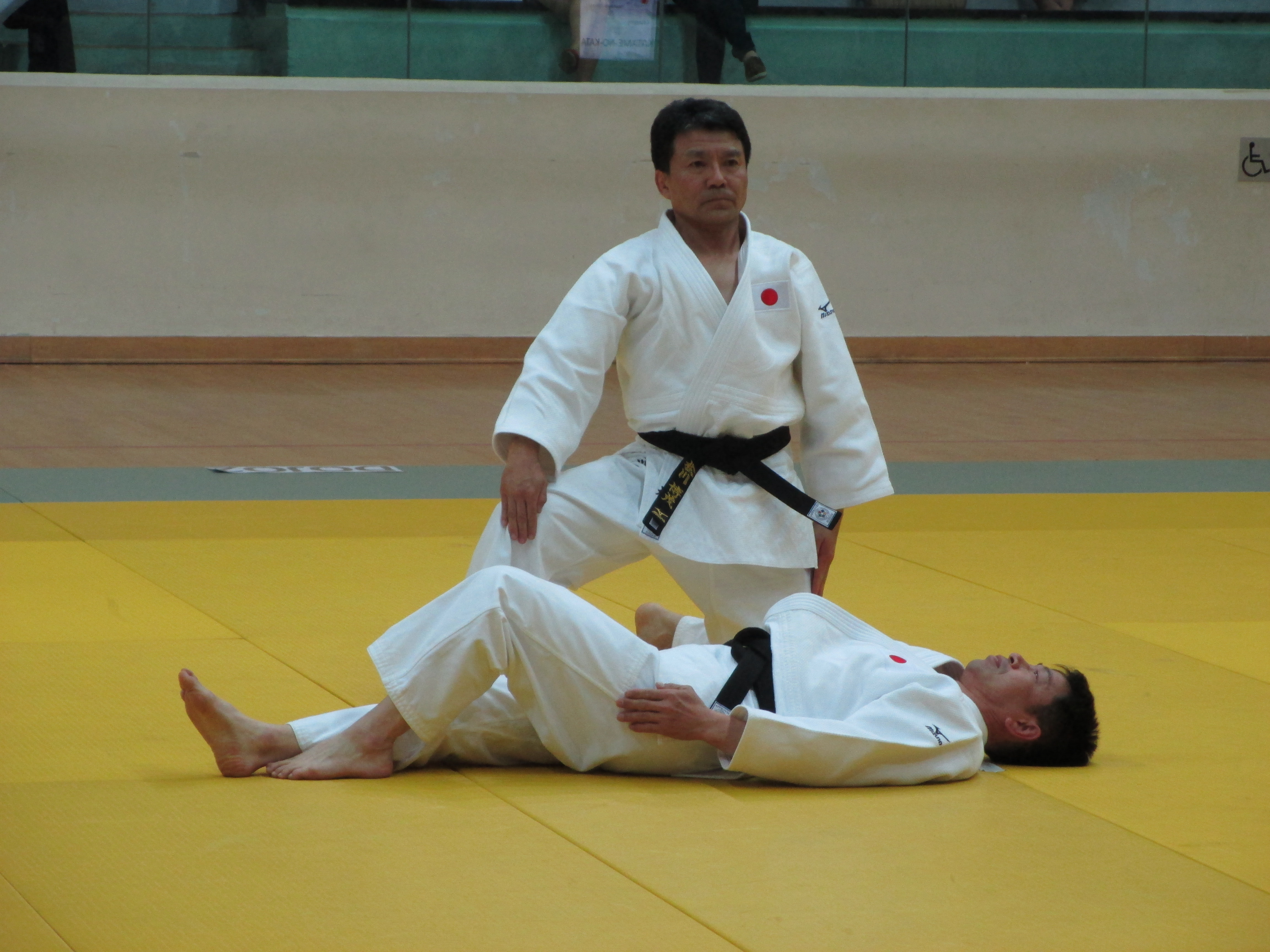
نمایی از فن کاتامه-نو-کاتا

کاتامه-نو-کاتا (به ژاپنی: 固の形)-(به انگلیسی: Katame-no-kata) یکی از فنون و تکنیک‌های دستهٔ جودو و کاتا رشتهٔ ورزشی جودو است که در زیردستهٔ راندوری نو کاتا دسته‌بندی می‌شود. 